# RJ Miller

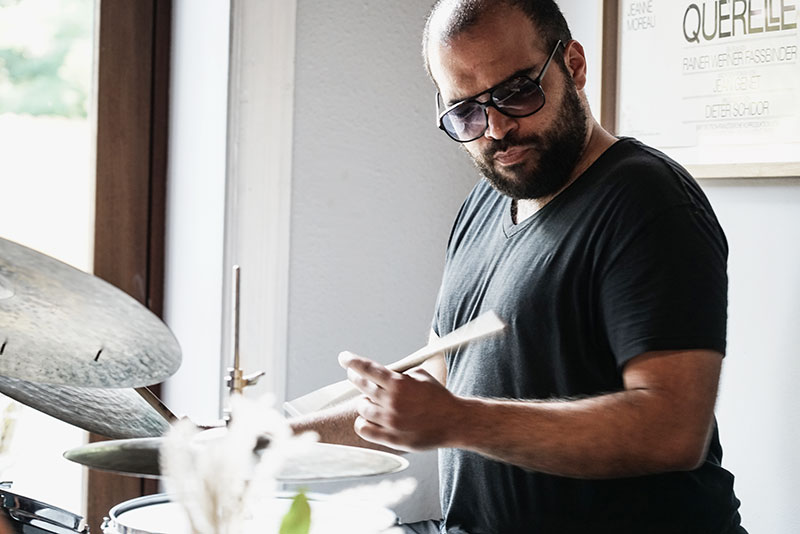
RJ Miller (Copenhagen Jazz Festival 2018)

RJ Miller (* 17. April 1984 in Machias, Maine) ist ein amerikanischer Musiker des Modern Jazz (Schlagzeug, Synthesizer, Komposition).

## Leben und Wirken
Miller begann im Alter von elf Jahren mit dem Schlagzeugspiel. Als Teenager besuchte er ein Jazz Camp in Farmington (Maine). Nach dem Abschluss der Highschool zog er 2002 nach New York, wo er ein Jahr lang Jazz an der New School studierte. Dann arbeitete er mit Musikern wie Bill McHenry, Eivind Opsvik, Rebecca Martin, Reid Anderson, Ethan Iverson, Mike Kanan, John McNeil, Ben Monder, Chris Higgins, Matt Penman oder Larry Grenadier. 2014 war er mit Melissa Aldana, Jakob Bro, Kirk Knuffke, Joe Martin und Jacob Sacks zum SWR New Jazz Meeting eingeladen.
Auf seinem 2013 veröffentlichten Debütalbum verschmolz er Jazz mit dem elektronischen Minimalismus des Ambient. Weiter ist er auf Alben mit Eivind Opsvik, Jorge Rossy, Albert Sanz, Kira Skov (Memories of Days Gone By), Robert Stillman, Bill McHenry (Ben Entrada La Nit) und Luke Temple zu hören.

## Diskographische Hinweise

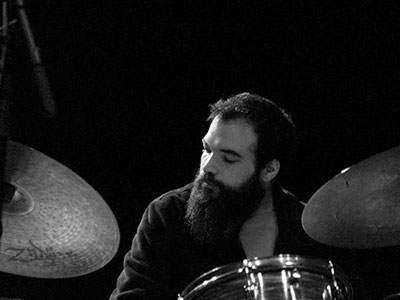
RJ Miller (2015)

- Ronald’s Rhythm (Loyal, 2013; mit Pete Rende, Adam Chilenski, Liz Kozack, Leo Genovese)
- Afonso Pais, RJ Miller, Albert Sanz: Fluxorama (JACC, 2012)